# 周麟 (天啟解元)
周麟，字瀛仙，四川富順縣人，明朝解元、政治人物。

## 生平
周麟有才名，學問淹博。天啓四年（1624年），中式甲子科四川鄉試第一名舉人。任湖廣會同縣知縣。明末天下大亂，周麟上陳禦寇諸策，不為當事所用，憤懣而終。